# 網路介面
網路介面，又名網絡接口。就電信網路與電腦網路而言，一個網路介面可以是：
- 介於一個使用者終端與一個私有網路（或公眾網路）兩者間的一個互接點。
- 一部電腦上的網路卡。
- 在美國，以美國聯邦法規（聯邦規則彙編，簡稱：CFR）第47條（Title 47）、第68款（part 68）的介面參數約定（stipulates the interface parameters）：介於公眾交換電話網路（公共交换电话网，簡稱：PSTN）及私有終端間的一個互接點。
- 介於一個網路與另一個網路間的互接點。